# HMS Ramillies (1785)
Pour les autres navires du même nom, voir HMS Ramillies.
Le HMS Ramillies est un vaisseau de ligne de 3e rang, armé de 74 canons, en service dans le Royal Navy pendant les guerres de la Révolution française et de l'Empire. Il participe aux batailles du 13 prairial an II et du Cap-Vert ainsi qu'à diverses opérations pendant la guerre anglo-américaine de 1812.

## Conception et construction
Le HMS Ramillies est l'un des navires de la classe Culloden. Commandé le 19 juin 1782 et construit par le chantier naval Randall à Rotherhithe à partir de décembre 1782, il est lancé le 12 juillet 1785. Long de 170 pieds et 4 pouces (soit environ 51,92 m) au niveau du pont, large de 47 pieds et 6 pouces (soit environ 14,48 m) et d'un tirant d'eau de 20 pieds (soit environ 6,1 m), il déplace 1 677 tons.
Le pont-batterie principal est armé avec 28 canons de 32 livres et le pont-batterie supérieur avec 28 canons de 18 livres. Le navire embarque de plus 14 canons de 9 livres sur ses bastingages et 4 canons de 9 livres sur son gaillard d'avant. L'ensemble totalise 74 canons et une bordée de 1 562 livres.

## Service actif

### Guerres de la Révolution et de l'Empire
Au début des guerres de la Révolution française, le HMS Ramillies est affecté à la flotte de la Manche et combat à la bataille du 13 prairial an II. Il croise, sous le commandement de Richard Bickerton, dans le golfe de Gascogne pendant l'hiver 1794. En 1801, il fait partie de la flotte de l'amiral Hyde Parker et reste au large lors du bombardement de Copenhague.
Le 13 mars 1806, le HMS Ramillies affronte au sein de l'escadre de John Borlase Warren le vaisseau français Marengo et la frégate Belle Poule lors de la bataille du Cap-Vert.

### Guerre de 1812
En août 1812, Thomas Hardy prend le commandement du HMS Ramillies et est envoyé en Amérique du Nord lorsque la guerre de 1812 éclate. Hardy commande la flotte transportant l'armée de John Coape Sherbrooke qui s'empare d'une large partie de la cote du Maine.
Lors de la bataille de North Point, un bataillon de Royal Marines est débarqué des HMS Tonnant, Ramillies, Albion et Royal Oak sous le commandement du major Robyns.

### Après-guerre
En novembre 1815, le capitaine Thomas Boys remplace le capitaine Charles Ogle au commandement du HMS Ramillies tandis que le contre-amiral William Johnstone Hope y hisse sa marque à Leith.
En juin 1818, le HMS Ramillies est envoyé à Sheerness pour être équipé comme navire de garde. Le capitaine Aiskew Hollis en prend le commandement en septembre et le navire prend son poste de garde à Portsmouth. En août 1821, le HMS Ramillies passe sous les ordres du capitaine Edward Brace et est affecté dans les Downs.
Après avoir subi une campagne de réparations de mai 1822 à juin 1823, le HMS Ramillies est de nouveau affecté comme navire de garde à Portsmouth. En mai 1823, le capitaine William M'Cullock avait pris le commandement du navire ; il est remplacé en novembre 1825 par le capitaine Hugh Pigot. L'amirauté affecte le HMS Ramillies à la flotte de réserve en 1830 et le navire sert au port en 1831. En juin 1831, il sert de lazaret à Chatham puis est transféré à Sheerness.
Le HMS Ramillies est démoli à Sheerness en février 1850.